# Diecezja Rouyn-Norandy
Diecezja Rouyn-Noranda – diecezja Kościoła rzymskokatolickiego w metropolii Gatineau w Kanadzie. Swym zasięgiem obejmuje zachodnią część świeckiej prowincji Quebec.

## Historia
Diecezja została kanonicznie erygowana 29 listopada 1973 roku przez papieża Pawła VI. Wyodrębniono ją z diecezji Timmins.

## Ordynariusze
- Jean-Guy Hamelin (1973 − 2001)
- Dorylas Moreau (2001 − 2019)
- Guy Boulanger (od 2020)